# Julio Leiva Molina
Julio Leiva Molina (Santiago de Chile, 21 de enero de 1960) es un marino en retiro chileno, que se desempeñó como comandante en jefe de la Armada de Chile desde 2017 hasta 2021.

## Familia y estudios
Cursó sus estudios en Los Ángeles (Chile), en el "Liceo Alemán del Verbo Divino". Ingresó a la Escuela Naval, para salir de esta institución con el grado de Guardiamarina en 1980.
Es casado con la Sra. Marcela Larrañaga y tienen tres hijos: Constanza, Marcela y Vicente.

## Carrera Naval
Posee más de 14 años efectivos de servicio a bordo de distintos buques de la Armada, entre ellos los Destructores "Portales" y "Williams", el DLH "Blanco Encalada", el ATF "Janequeo", Estado Mayor de la Escuadra y el Buque Escuela Esmeralda .
Fue Comandante de la Lancha Misilera "Teniente Uribe" (primer Comandante), de la barcaza "Rancagua" y de la fragata FF-05 "Almirante Cochrane" (primer Comandante).
En tierra, se ha desempeñado en el grupo de proyectos de la Dirección de Investigación, Programas y Desarrollo de la Armada, y Jefe del Área de Desarrollo Tecnológico de la Dirección de Educación de la Armada, Oficial Logístico de la Fuerza Chilena en las Operaciones de Mantención de Paz en Haití, en el Comando de Operaciones como oficial de Operaciones y el 2010 como su jefe del Estado Mayor.
El 10 de diciembre de 2012 asume como comandante en jefe de la Primera Zona Naval, comandante general de la Guarnición Naval de Valparaíso y juez naval de la Primera Zona Naval.
Fue designado comandante en jefe de la Armada por la presidente Michelle Bachelet, asumiendo el cargo, con el grado de Almirante, el 18 de junio de 2017.

### Antecedentes militares
- 1975: Cadete de la Escuela Naval Arturo Prat
- 1980: Guardiamarina
- 1981: Subteniente
- 1986: Teniente 2.º
- 1991: Teniente 1.º
- 1997: Capitán de Corbeta
- 2002: Capitán de Fragata
- 2008: Capitán de Navío
- 2010: Comodoro
- 2011: Contralmirante
- 2015: Vicealmirante
- 2017: Almirante

## Medallas y condecoraciones
- Condecoración Presidente de la República (Collar de la Gran Cruz).
- Gran Cruz de la Victoria.
- Orden del Mérito Naval (Comendador).
- Cruz de la Victoria.
- Gran Estrella Armada de Chile Al Mérito Militar (40 años).
- Condecoración Presidente de la República (Gran Oficial).
- Estrella Militar de las Fuerzas Armadas (Gran Estrella Al Mérito Militar) (30 años).
- Estrella Militar de las Fuerzas Armadas  (Estrella Al Mérito Militar) (20 años).
- Estrella Militar de las Fuerzas Armadas (Estrella Militar) (10 años).
- Minerva (Academia de Guerra Naval).